# Grupo da Biblioteca
O Grupo da Biblioteca foi um grupo literário fundado no período em que Jaime Cortesão foi director da Biblioteca Nacional de Lisboa, período em que a instituição conheceu uma fase de grande dinamismo, estudo e actualização da área biblioteconómica em Portugal, que existiu entre 1919 e 1926, a que se juntavam a «escol das individualidades e letras portuguesas de então.